# Teofilakt z Ochrydy
Teofilakt (ur. między 1050 a 1060 na wyspie Eubea, zm. ok. 1107) – bizantyński biskup prawosławny, arcybiskup ochrydzki od ok. 1088–1092 do śmierci. Święty prawosławny.

## Życiorys
Teofilakt urodził się między rokiem 1050 a 1060 na Eubei. Tam też uzyskał wykształcenie podstawowe. Następnie udał się do Konstantynopola, gdzie kontynuował edukację. Został wyświęcony na diakona i służył w bazylice Hagia Sofia. Równocześnie był wykładowcą prestiżowej szkoły Patriarchatu Konstantynopolitańskiego. W połowie lat 80. XI w. powierzono mu funkcję wychowawcy następcy tronu, Konstantyna Angelosa Dukasa.
Nominacja Teofilakta na arcybiskupa Ochrydy, jaka nastąpiła między rokiem 1088 a 1092, była w literaturze przedmiotem kontrowersji. Zdaniem niektórych badaczy skierowanie Teofilakta do odległej od stolicy cesarstwa eparchii było aktem niełaski i wynikało z bliskich kontaktów duchownego z rodziną Dukasów, która utraciła swoje wpływy w państwie. Inni autorzy twierdzili, że nominacja stanowiła dowód uznania dla dotychczasowej działalności Teofilakta oraz że został on uznany za najlepszego kandydata do przeprowadzenia akcji romeizacji bułgarskiej ludności podległego mu arcybiskupstwa.
W listach kierowanych do rodziny i znajomych z Ochrydy Teofilakt stale wyrażał niezadowolenie z powodu skierowania go do tego miasta, krytykował Bułgarów i ich obyczaje. Równocześnie pozostawał w stałym konflikcie z bizantyńskimi poborcami podatkowymi, których oskarżał o bezprawne zajmowanie własności kościelnej i o ekonomiczny ucisk najuboższych Bułgarów. W ocenie Mirosława Leszki Teofilakt postrzegał Bułgarów jako barbarzyńców, gdyż był zakorzeniony w kulturze greckiej, która zaliczała do barbarzyńców wszystkich nie-Greków. Ponadto pełniąc urząd arcybiskupa był zmuszony do zajmowania się pracą administracyjną, która nie przynosiła mu satysfakcji; pragnął bowiem, podobnie jak w Konstantynopolu, skupiać się na badaniach biblijnych i pracy nauczyciela.
W ocenie Mirosława Leszki:

Teofilakt – grecki retor, ukazywał swoje bułgarskie otoczenie jako barbarzyńskie, ale Teofilakt – arcybiskup kierował, jak najlepiej potrafił, swoją bułgarską trzodą, opiekował się nią, bronił przed poborcami podatków i nadużyciami urzędników. Wreszcie wyrażał uznanie dla dokonań bułgarskiego Kościoła

## Twórczość
Teofilakt z Ochrydy jest autorem szeregu komentarzy do ksiąg Starego i Nowego Testamentu. Zaczął od Komentarza do Psalmów (Hypomnémata) i komentarza do proroków mniejszych (Ozeasza, Habakuka, Jonasza, Nahuma, Micheasza), który napisał na życzenie cesarzowej Marii. W tej niedokończnej pracy Teofilakt oparł się przede wszystkim na Historii  Kościoła Teodoreta z Cyru i pismach Ojców Kościoła, przede wszystkim Grzegorza z Nazjanzu.  Teofilakt jest też autorem cennych komentarzy do Ewangelii według św. Mateusza i do Ewangelii według św. Jana, w których odnosi się do doktryn heretyckich manichejczyków, arian, nestorianów, Armeńczyków oraz do błędów łacinników. Na podstawie cytatów z pism Klemensa Aleksandryjskiego, Metodego, Bazylego Wielkiego, Grzegorza z Nazjanzu, Grzegorza z Nyssy i Pseudo-Dionizego Areopagity napisał też obszerny komentarz do Listów św. Pawła. Komentarz do Dziejów apostolskich i do tzw. Listów katolickich (Epistoláj katholikáj) są właściwie streszczeniami komentarzy Ekumeniosa, biskupa Trikki w Tesalii z VI wieku.
Teofilakt jest również autorem pism polemicznych Przeciw Łacinnikom (Katá tus Latinus) oraz Przeciw Żydom (Katá tus Iudájus) oraz zbioru złożonego z 11 homilii: Na Zmartwychwstanie, Na uczczenie Krzyża Św. i innych Część z nich została dosłownie przepisana z Homiliarza Teofana Kerameusa, arcybiskupa Taorminy. Dużą wartość dla historii kultury przedstawiają Listy pisane z Ochrydy do bliskich przyjaciół w stolicy, często nawet członków rodu cesarskiego, jak Nicefor Bryennios, biskup Nicetas z Serraj, Mikołaj Kallikles.
Teofilakt napisał ponadto, skierowany do swego wychowanka, Konstantyna, podręcznik Wychowanie cesarskie (Pajdéja basiliké pros porphyrogennéton Konstantínon). Wysławia w nim jego rodzinę, zwłaszcza matkę Marię, a w dalszej części mówi o religii, obyczajach, sztuce rządzenia, konieczności ćwiczeń wojskowych. Wykład swój oparł na pismach Ksenofonta, Platona, Polibiusza i Diogenesa Laertiosa.
Pewną wartość poznawczą posiada Mowa pochwalna na cesarza Aleksego Komnena oraz dwie hagiografie: elogium Na męczennika z Tyberiupolis i Żywot Klemensa z Ochrydy.